# 家出
家出（いえで）は、主に子供や若者が両親や養育者に断りなく、その家を出ていき、または出ていったまま戻らないことをいう。一時的な無断外出、進学、就職、転勤などで実家を出ていく場合はこれに当たらない。成人の場合でも使用される（例：妻の家出、夫の家出）。

## 概要
思春期に、他所の家庭や町（都市部）が、自分の家族のそれと比して、うらやましくなったり、憧れたりし始める頃、外の世界への誘惑が始まる。J・D・サリンジャーの『ライ麦畑でつかまえて』は、そうした多感な時期の問題児ホールデンの家出を扱い、当時の青少年から大きな共感で迎えられたが、青少年を主人公にした作品で家出を扱った作品は少なくない。（但し、反抗期に親族との喧嘩等で家出をする場合も少なくは無い。）
また近代期日本において、女性の「家出」は特殊な意味合いを持つ場合もあった。それは、親の命令に従って育てられ、親が決めた人物を夫としてその人物を戸主とする家に入り、「夫婦同氏の強制」「妻の法的無能力」など、男女不平等原理に基づいた家制度及び家意識から離脱するために「家出」して社会に飛び出した女性が多かったことである。それは父親や夫に対する不服従（すなわち「女らしくない」振る舞い）とみなされ、社会的な非難の対象となった。だが大正期に入り、働く女性の職業領域が拡大していくとともに、女性の「家出」行為は、結果的に女性の社会進出を促す結果となった。また、青鞜グループなどの大正デモクラシー期の婦人活動家の中には、こうした「家出」経験者が多数含まれていた。
最近は、家族や学校との些細な揉めごとで対話を拒否するあまり家出し、数日ほどですぐに戻ってくるプチ家出と呼ばれるものも多くなった。その間は、友達の家を渡り歩き、ただ遊びまわっているといったことが多く、かつての発達段階での理想と現実の葛藤を乗り越えるひとつの段階といったものとはかなり様相が異なっている。このような子供のプチ家出に似た、主婦や夫の家出も少なくないという。
こうした各種の｢家出｣をした者のことを、家出人という。
警察庁生活安全局長によって1999年（平成11年）10月25日に出された「不良行為少年の補導について」では不良行為に該当する「家出」を「正当な理由がなく、生活の本拠を離れ、帰宅しない行為」としている。このような家出少年少女はヤクザに引っかかり風俗業界に引きずり込まれたり、ネット自殺などの誘惑が懸念される場合も少なくない。また、家出中に福祉犯被害に遭った未成年は、警察が把握しただけで2021年は277人であり、学職別では高校生（126人）が最も多く、8割近くが青少年保護育成条例に抵触する犯罪行為によるものである。
家出人の中でも犯罪などで生命・身体・財産に危害のおそれのある者や、事件・事故に巻き込まれた疑いのある者、自傷や他者に危害を加えるおそれのある者は「特異家出人」として手配（家出人手配）、公開捜査などの措置が執られる。
2022年に警察に届け出のあった家出少年（未成年）は1万6,020人で、その内、最も多い家出の動機が9歳未満・10代共に家族関係となっている。

## 家出少女
日本の都市部や地方にたむろし、警察官の保護が難しく近年では離婚率の上昇や社会構造の変化で増加しており、中には犯罪の被害や若年性妊娠を経験する者もいる。保護者から家出人捜索願が出されることが少なく、暴力団組員や海外のマフィアの一員による連れ去り事件が発生している。

## 家出を扱った作品
- 書籍（小説以外）
  - 今一生 編『完全家出マニュアル』メディアワークス 1999年

- 小説
  - 赤川次郎『三毛猫ホームズの家出』 光文社 1992年
  - 素九鬼子『旅の重さ』 筑摩書房 1972年
  - 那須正幹『ズッコケ家出大旅行』 ポプラ社 2000年
  - 村上春樹『海辺のカフカ』 新潮社 2002年
  - 園子温『自殺サークル 完全版』 河出書房新社 2002年
  - さとうまきこ『ぼくらの家出3days』 ポプラ社 2006年

- 随筆
  - つげ義春『蒸発旅日記』（『夜行』）10号 北冬書房 1981年
  - 寺山修司『家出のすすめ』（角川文庫）1972年

- 漫画
  - 藤子・F・不二雄『ドラえもん』
    - 『ドラえもん のび太の日本誕生』 1988年-1989年
    - この映画版に限らず、『ドラえもん』の作中には度々家出が描かれている[注 2]。

  - 藤子・F・不二雄『モジャ公』 - 「宇宙への家出」がコンセプト。ただしアニメ版ではその要素は取り払われている。
  - つげ義春『蒸発』 - 放浪の詩人、井上井月の死までの生き方を扱った作品。
  - おざわゆき『傘寿まり子』

- 映画
  - 『ジョルスン物語』 アメリカ 1946年
  - 『男はつらいよ』 日本 1969年
  - 『ブラザー・サン シスター・ムーン』 イタリア・イギリス 1972年
  - 『スタンド・バイ・ミー』 アメリカ 1986年
  - 『エマ』 デンマーク 1991年
  - 『テルマ&ルイーズ』 アメリカ 1991年
  - 『ノース 小さな旅人』 アメリカ 1994年
  - 『パク・ボンゴン家出事件』 韓国 1996年
  - 『鉄塔 武蔵野線』 日本 1997年
  - 『十五才 学校IV』 日本 2000年
  - 『17歳の処方箋』 アメリカ 2002年
  - 『キャッチ・ミー・イフ・ユー・キャン』 アメリカ 2003年
  - 『はじめての家出』 日本 2009年
  - 『天気の子』 日本 2019年

- 舞台
  - 『最高の家出』（高城れに主演）2024年

- 音楽
  - ザ・ビートルズ『シーズ・リーヴィング・ホーム』
  - 尾崎豊『15の夜』